# Віри (Нижньосілезьке воєводство)
Віри (пол. Wiry) — село в Польщі, у гміні Марциновиці Свідницького повіту Нижньосілезького воєводства.
Населення — 419 осіб (2011).

## Демографія
Демографічна структура станом на 31 березня 2011 року:
|          | Загалом | Допрацездатний вік | Працездатний вік | Постпрацездатний вік |
| -------- | ------- | ------------------ | ---------------- | -------------------- |
| Чоловіки | 213     | 35                 | 154              | 24                   |
| Жінки    | 206     | 44                 | 117              | 45                   |
| Разом    | 419     | 79                 | 271              | 69                   |